# Референдум у Греції (2015)

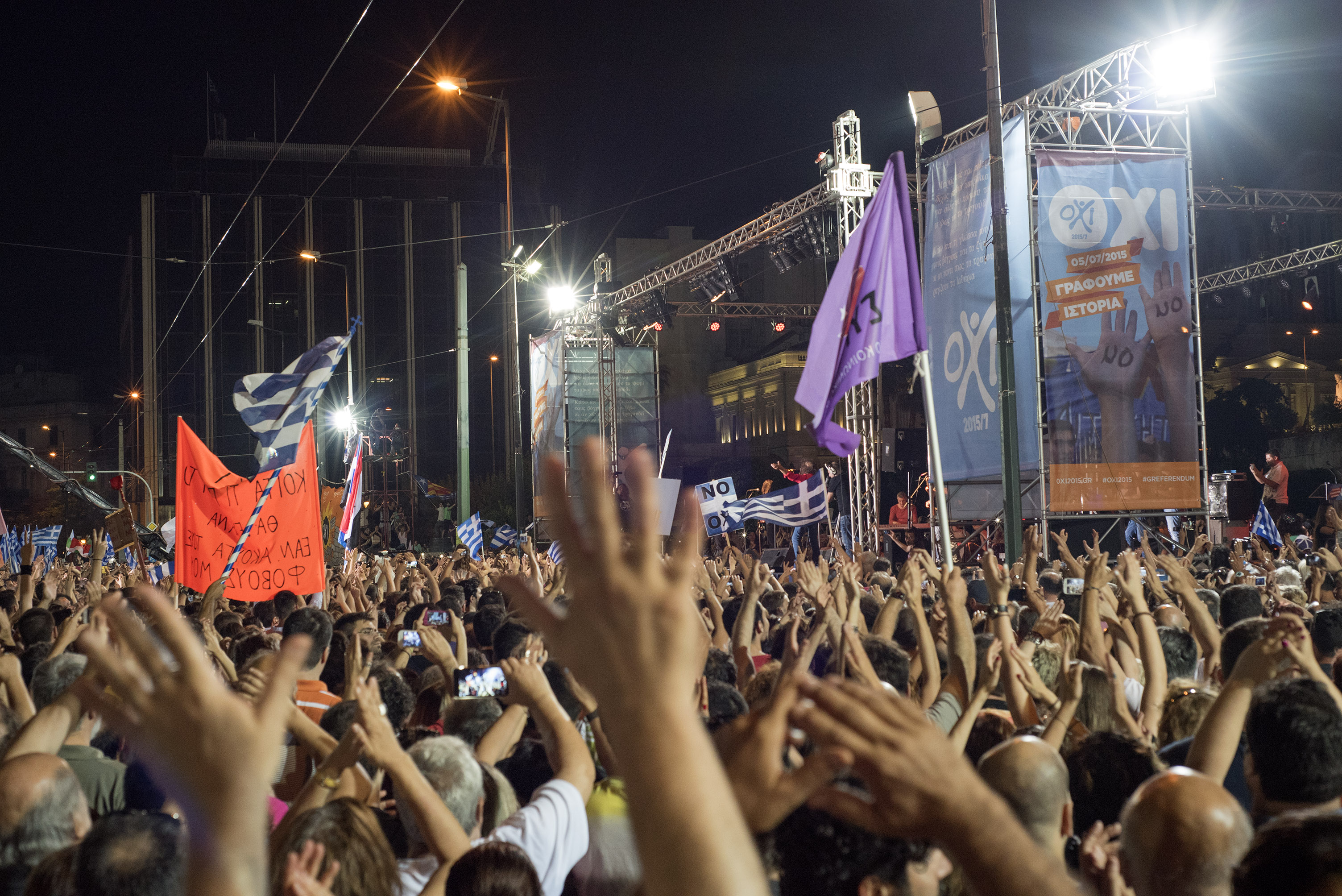
Мітинг на площі Синтагма в підтримку вибору «Ні» (όχι) щодо заходів економії

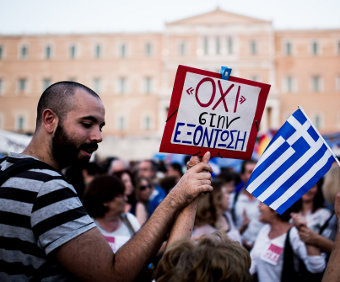
Грек, що агітує проголосувати «Ні» (όχι) заходам економії

Грецький референдум 2015 року або фінансовий Грецький референдум 2015 року — референдум, ініційований ліво-радикальним урядом Алексіса Ципраса, який став складовим етапом затяжної кризи щодо вирішення доцільності для Греції прийняття фіскальних заходів та економії витрат пропонованих Європейським Союзом, Міжнародним валютним фондом і Європейським центральним банком. Референдум, запланований на 5 липня 2015 року, оголошений прем'єр-міністром Греції Алексіс Цапрасом вранці 27 червня 2015 року. Грецький парламент ратифікував референдум наступного дня.
У телевізійному зверненні Алексіс Ципрас описав запропонований порятунковий план як «приниження» і різко розкритикував кредиторів, звинувативши їх у проведенні політики щодо Греції, заснованої на «шантажі та ультиматумах». Уряд зображує референдум як «так чи ні» щодо суворої економії, наперед агітуючи населення показати неприпустимість таких заходів та проголосувати проти умов кредиторів.
Пізніше 29 червня в розгорнутому інтерв'ю з метою заспокоєння населення дав пояснення, що мова про вихід Греції з Єврозони не йде, оскільки це не вигідно обом сторонам, а результати референдуму дадуть нові передумови щодо вироблення політики більшої гнучкості кредиторів у переговорах з Грецією.

## Передумови референдуму
Передумовою виникнення референдуму стала затяжна фінансова криза в Греції ще з 2009 року та зовнішній борг, що постійно зростав. Соціальний резонанс референдуму та сувора економія торкалися багатьох сфер населення, зокрема, на референдум і виносилась доцільність таких крутих заходів як обрізання соціальних виплат, зменшення фінансувань на освіту, утримання від росту пенсій.
Нестабільну та слабку економіку Греції додатково виявили введені санкції проти Росії у 2015 році в рамках інтегрованої Греції до ЄС, яких новосформований парламент Греції старався уникнути, але під тиском спільноти ЄС введення санкцій не ветувалось.

## Реакція на референдум
Референдум викликав критику серед опозиційних політиків Греції, зокрема голова партії «Нова демократія» і колишній прем'єр-міністр Греції Антоніс Самарас покинув засідання після конфлікту з депутатом від правлячої партії СІРІЗА, заявивши, що «Під час референдуму буде вирішуватися питання не угоди, а те, чи залишиться наша країна в зоні євро».
Серед населення проведення референдуму, останні боргові виплати із золотовалютного резерву асоціювались з крахом фінансової системи, створивши додаткові черги біля банкоматів та спричинивши відтік готівки в 600 млн євро за добу.
29 червня 2015 р. в понеділок ввечері близько 17 тисяч греків, в основному прибічників партії СІРІЗА, вийшли на демонстрації, щоб сказати «Ні» (грец. Όχι) пропозиціям міжнародних кредиторів. На акціях лунали заклики проголосувати проти вимог до Греції на референдумі.
30 червня 2015 р. напередодні останнього строку виплати кредиту зібрався багатотисячний мітинг на підтримку кредиторів в центрі Афін на площі Синтагма, не дивлячись на дощ, з гаслами «Ми залишаємося в Європі», «Греція, Європа, Демократія», «Досить!» та вимогами залишити Грецію в Єврозоні, лунали також заклики проголосувати «За» вимоги кредиторів.
1 липня 2015 р. Греція увійшла у стан технічного дефолту. Президент Єврогрупи Єрун Дейсселблум заявив, що всі переговори на всіх рівнях щодо Греції тимчасово припиняються в очікуваннях результатів референдуму, який власне буде відправною точкою в нових переговорах.
3 липня 2015 р. голова Єврогрупи та міністр фінансів Нідерландів Єрун Дейсселблум заявив, що грецькі урядовці обманюють свій народ, агітуючи голосувати проти заходів економії.

## Бюлетень та винесені питання

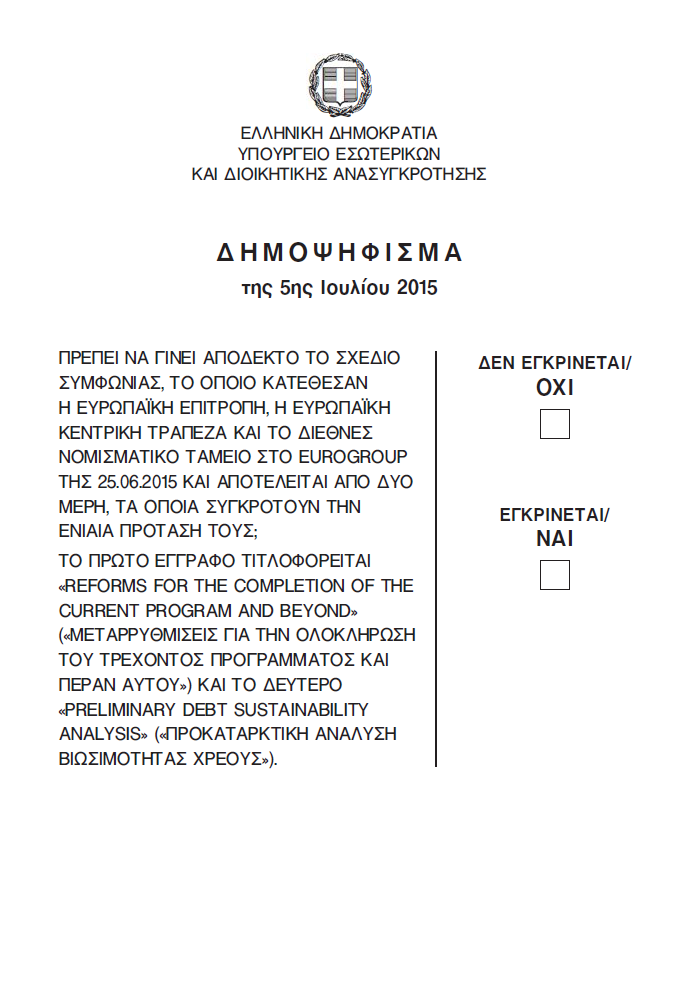
Бюлетень референдуму

Формулювання питання до референдуму було предметом дискусій щодо відповідності конституційним нормам.
```
Чи повинен бути прийнятим план згоди, наданий 
Європейською Комісією
, Європейським центральним банком, Міжнародним фінансовим фондом на зустрічі Єврогрупи 25 червня 2015 року і складається з двох частин, що утворюють єдину пропозицію? Перший документ, із заголовком «Реформи для завершення поточної програми і за її межами», а другий
 
— «Попередній аналіз прийнятності боргу».
 ❑ Не прийняти / Ні
 ❑ Прийняти / Так
```

## Наслідки референдуму
Запланований референдум вже мав наслідки ще до його фактичного проведення. Оголошення самого факту проведення референдуму спричинило негативні наслідки як для економіки ЄС, так і для економіки самої Греції. Так, через декілька хвилин після оголошення про референдум, в Греції виросли черги біля банкоматів, спричинивши значний відтік готівки з банківської системи, а наступного дня 29 червня банки Греції взагалі не працювали, щоб не поглиблювати панічні настрої серед населення. В банкоматах було введено обмеження на зняття готівки до 60 євро на день.
Значні фінансові складнощі мали також ряд кредитних організацій, утримувачі боргу та банків Європи, які орієнтовно втратили 50 млрд євро. Найсильніше почали дешевіти папери кредитних організацій Португалії, Іспанії та Італії. Акції португальського Banco Comercial Portugues впали в ціні на 9,1 %, іспанського Banco Popular Espanol — на 6,5 %, італійського Banca Monte dei Paschi — на 7,2 %.

## Соціологічні опитування населення

### Опитування, проведені після призначення референдуму
| Дата                | Агентство/Джерело | Так       | Ні              | Не визначились/ Проти обох | Перевага |      |     |     |
| ------------------- | ----------------- | --------- | --------------- | -------------------------- | -------- | ---- | --- | --- |
| Дата                | Агентство/Джерело | 2—3 липня | Metron Analysis | 46,0                       | Перевага | 47,0 | 7.0 | 1,0 |
| 1—3 липня           | GPO               | 44,1      | 43,7            | 12,2                       | 0,4      |      |     |     |
| 1—3 липня           | Alco              | 41,7      | 41,1            | 17,2                       | 0,6      |      |     |     |
| 30 червня — 3 липня | Ipsos             | 44,0      | 43,0            | 13,0                       | 1,0      |      |     |     |
| 2 липня             | PAMAK             | 42,5      | 43,0            | 14,5                       | 0,5      |      |     |     |
| 1—2 липня           | Metron Analysis   | 47,0      | 46,0            | 7,0                        | 1,0      |      |     |     |
| 30 червня — 2 липня | Public Issue      | 42,5      | 43,0            | 14,5                       | 0,5      |      |     |     |
| 30 червня — 1 липня | Metron Analysis   | 44,0      | 47,0            | 9,0                        | 3,0      |      |     |     |
| 30 червня — 1 липня | Alco              | 41,5      | 40,2            | 18,3                       | 1,3      |      |     |     |
| 30 червня           | Palmos Analysis   | 37,0      | 51,5            | 11,5                       | 14,5     |      |     |     |
| 29—30 червня        | Metron Analysis   | 42,0      | 50,0            | 8,0                        | 8,0      |      |     |     |
| 29—30 червня        | ToThePoint        | 37,0      | 40,2            | 22,8                       | 3,2      |      |     |     |
| 28—30 червня        | ProRata           | 33,0      | 54,0            | 13,0                       | 21,0     |      |     |     |
| 28—29 червня        | Metron Analysis   | 37,0      | 53,0            | 10,0                       | 16,0     |      |     |     |
| 27 червня           | PAMAK             | 26,5      | 52,0            | 21,5                       | 25,5     |      |     |     |

### Опитування, проведені до призначення референдуму
Серед населення потенційна позиція на майбутньому референдумі була вивчена в опитуваннях, проведених ще до моменту оголошення самого референдуму, де вивчалась думка щодо ймовірних шляхів домовленостей з кредиторами.
| Інститут      | Дата         | Так    | Ні   | Не визначились | Примітка |
| ------------- | ------------ | ------ | ---- | -------------- | -------- |
| KappaResearch | 24—26 червня | 47,2 % | 33 % | 18,4 %         | [ 22 ]   |
| ALCO          | 24—26 червня | 57 %   | 29 % | 14 %           | [ 22 ]   |

## Правомірність референдуму
Конституція Греції забороняє розв'язання фіскальних питань на референдумах[джерело?], власне, референдум був визнаний опозицією неправомірним і таким, що суперечить Конституції Греції. Щодо часу проведення, як зазначила директор-розпорядник Міжнародного валютного фонду Крістін Лагард, референдум у Греції не матиме юридичної сили, оскільки пройде після закінчення терміну погашення кредиту.